# 蔡名永
蔡名永（1915年8月18日—1995年10月24日），湖北省雲夢縣大山鄉人，中華民國空軍中將。

## 曾獲勳章
- 青天白日勳章
- 寶鼎勳章
- 雲麾勳章
- 洛書勳章
- 乾元勳章
- 勝利勳章
- 復興勳章
- 忠勤勳章
- 宣威獎章
- 一星序獎章
- 陸海空軍獎章
- 忠貞獎章
- 雄鷲獎章
- 彤弓獎章
- 光華獎章
- 干城獎章
- 懋績獎章
- 楷模獎章
- 美國飛鷹勳章
- 美國紫心勳章

## 重要經歷
- 兩廣事變贛州送款
- 西安事變
- 抗日蚌埠會戰
- 抗日曹娥江會戰
- 抗日京滬之戰
- 抗日西北防空
- 抗日湘桂空防
- 抗日重慶空防
- 抗日川、甘、空防
- 抗日中原第三次會戰
- 國共內戰魯南綏北东北會戰
- 國共內戰海南、舟山、撤退臺灣之役
- 臺海空防
- 臺海之戰金門砲戰
- 中美聯合作戰